# Peter Tompkins
Pour les articles homonymes, voir Tompkins.
 (juillet 2021).
 (juillet 2021).
- Si vous ne connaissez pas le sujet, laissez ce bandeau (vous pouvez alors contacter les auteurs).
- Si vous supprimez le contenu mis en cause (vous pouvez préalablement contacter les auteurs),

argumentez précisément cette suppression dans la page de discussion
(un manque de référence n'est pas un argument ; une recherche réelle de référence doit avoir été effectuée, être formellement documentée).
 (juillet 2021).
Si vous disposez d'ouvrages ou d'articles de référence ou si vous connaissez des sites web de qualité traitant du thème abordé ici, merci de compléter l'article en donnant les références utiles à sa vérifiabilité et en les liant à la section « Notes et références ».
Peter Tompkins, né à Athènes (Grèce) le 29 avril 1919 et mort à Shepherdstown (États-Unis) le 24 janvier 2007, était un agent secret, essayiste, écrivain et ésotériste américain. Agent de l' Office of Strategic Services (OSS), service de renseignement américain précédent la Central Intelligence Agency (CIA), il a eu un rôle particulièrement important pendant l'occupation allemande. Après avoir quitté l'espionnage, il a écrit des essais sur la Seconde Guerre mondiale, le fascisme, l'occultisme et l'archéologie.

## Jeunesse en Italie et l’entrée dans les services secrets américains
Peter Tompkins naît à Athènes le 29 avril 1919 d'une mère peintre et d’un père sculpteur appartenant à une famille aisée de Géorgie. Ayant appris l’italien, il fréquente, dès son enfance, la haute bourgeoisie et l’aristocratie romaines, dont le prince Camillo Caetani (en).
Dans les années 1920, pendant les vacances d’été en Versilia, il noue des relations d’amitié avec les fils de Carlo Sforza, opposant au fascisme. En 1941, conscient que la seconde guerre mondiale est inévitable, il quitte définitivement l’Italie. De retour aux États-Unis, il devient correspondant du New York Herald Tribune et entre dans l'Office of Strategic Services (OSS) avec pour ambition d'effectuer des missions en Italie.

## L’action de l’OSS en Italie
L’OSS, devenue CIA, née sous l'impulsion de Franklin D. Roosevelt, qui avait appuyé et permis la naissance de l’organisme sur indication de William J.Bill Donovan, son ami personnel. Avant sa naissance, les États-Unis, contrairement au Royaume-Uni, n’avaient pas de service d’espionnage et de contre-espionnage adéquats. L’OSS avait des tâches d’espionnage et de sabotage mais également des fonctions d’appui aux forces partisanes par l’envoi d’argent et d’armes et la recherche de cibles ennemies à détruire. L’organisme collabore avec les partisans dans toutes les activités liées à la résistance depuis l’automne 1943. Une autre tâche de l’OSS était d’établir des contacts avec les forces politiques organisatrices de la lutte partisane.

### La tentative de formation d’un organisme autonome
Arrivé en Italie après le 8 septembre, Tompkins avait à l’esprit de créer un réseau d’Italiens de foi antifasciste éprouvée avec des caractéristiques semblables à l’OSS mais entièrement indépendant de l’armée de Pietro Badoglio. À ce propos, il rencontre à Capri Raimondo Craveri et Benedetto Croce, leader libéral antifasciste et beau-père de Craveri. Avec Raimondo Craveri, qui jouit d’une certaine notoriété auprès des alliés en raison du soutien de son prestigieux beau-père, Tompkins organise la formation partisane appelée Organisation Résistance Italienne (ORI). Cette organisation, dotée de son propre organisme militaire sous commandement américain, aurait dû intéragir étroitement avec les forces partisanes. Ils décidèrent de contacter le général Pavone, mais Badoglio fut informé et n’accepta pas l’opération envisagée (même sur mandat de l’actionnaire Ugo La Malfa) par Craveri et Tompkins. Ce dernier, avec le soutien de Donovan, ne réussit pas à impliquer directement l’OSS dans l’opération. Il était en effet hostile à beaucoup pour les critiques qu’il avait souvent adressées à l’organisation et pour son efficacité et sa droiture dans le travail. Craveri et Tompkins durent donc se contenter de l’ORI, formée de volontaires italiens capables d’opérer également de manière autonome mais toujours sous contrôle de l’OSS, avec des commandements parfois autonomes ou insérés dans des missions américaines. Badoglio était contre, parce qu’il craignait que l’ORI ait un poids politique fort par la suite. Le but de Badoglio était en effet que "à bouches fermes" a diminué l’importance des forces partisanes en les faisant passer pour un phénomène local simple, peu efficace et efficace.

## Un espion américain dans la Rome occupée
Le soutien fourni par Tompkins à Rome fut particulièrement important dans la période immédiatement après le débarquement allié à Anzio et jusqu’à la Libération. Quittant Capri, Tompkins atteint les côtes du Latium entre l’Argentario et Civitavecchia provenant de la Corse. Il poursuit clandestinement pour Rome, pour jouer son rôle d’agent secret. L’arrivée dans la ville éternelle eut lieu le 21 janvier 1944, quelques heures avant le déclenchement de l’opération Shingle (nom de code du débarquement à Anzio). Arrivé dans la capitale, Tompkins dut se méfier des espions et des traîtres qui étaient nombreux à cette époque.
Malgré les difficultés objectives, Tompkins réussit à nouer des relations avec les chefs de la Résistance romaine, rencontrant plus d’une fois le communiste Giorgio Amendola, le socialiste Giuliano Vassalli et l’actionnaire Riccardo Bauer. Il accomplit son activité surtout avec la collaboration de l’organisation militaire partisane socialiste, en se servant du futur ambassadeur Francesco Malfatti de Montetretto et du lieutenant Maurizio Giglio.
Grâce à Malfatti, il fut possible de constituer un réseau secret pour la collecte d’informations formé d’une soixantaine d’hommes qui, vingt-quatre heures sur vingt-quatre, surveillaient les mouvements des troupes allemandes en entrée et en sortie de Rome, sur les voies consulaires. Malfatti réussit aussi à obtenir des nouvelles de militaires autrichiens fils de socialistes tués par les nazis sur les déplacements des troupes allemandes; enfin, il entra aussi en confidence avec le sergent Frühling, en service à la prison de la Via Tasso. Cela permit à Tompkins, avec la collaboration du lieutenant Maurizio Giglio et des opérateurs de "Radio Vittoria", de tenir constamment informé le contingent anglo-américain de la tête de pont d’Anzio, avec des nouvelles fiables.
Malheureusement le lieutenant Giglio, à la suite d’une dénonciation, est capturé par les agents de la bande Koch et assassiné aux Fosses ardéatines le 24 mars 1944. 14 autres collaborateurs de Tompkins furent massacrés aux Fosses ardéatines (Italo et Spartaco Pula, Everardo Luzzi, Aldo Ercole, Domenico Ricci, Arturo D’Aspro, Alfredo et Adolfo Sansolini, Giovanni Salvatori, Gastone Gori, Sestilio Ninci, Goffredo Romagnoli, Giuseppe Lo Presti et Gaetano Butera); auparavant (le 31 janvier), le partisan Paolo Renzi avait perdu la vie. Cela mit sérieusement en difficulté l’organisation mise en place par Tompkins qui, cependant, essaya de reconstituer un réseau d’espionnage, outre qu’avec Malfatti, également par le lieutenant du Haut-Adige Ottorino Borin, détaché d’abord auprès du Commandement de la Ville Ouverte de Rome, puis au quartier général de Kesselring, sur le Mont Soratte. Un autre important canal d’information fut constitué grâce aux contacts avec un groupe de trois agents et deux opérateurs radio, guidés par Arrigo Paladini, envoyés à Rome par la V armée américaine. Pour la plus grande partie de sa mission, Tompkins se cacha dans une pièce secrète, située à l’intérieur de l’ancien Palais Lovatelli, sur la place du même nom de Rome. Il n’en sortit définitivement que le jour de la Libération. Malheureusement, peu après la retraite allemande, d’autres collaborateurs, déjà prisonniers dans la prison de la Via Tasso, furent fusillés près de La Storta (Edmondo Di Pillo, Alberto Pennacchi, Libero De Angelis, Gastone Gori et l’architecte polonais Frejdrik Borian).

## Peter Tompkins, chroniqueur et écrivain
Après la guerre, il se consacre principalement à l’opinion et à l’écriture. Dans deux livres autobiographiques, "A Spy in Rome" (1962) et "Italy Betrayed" (1966), Tompkins a relaté la formation de l’organisme de l’OSS et les épisodes des premières opérations, soulignant les difficultés rencontrées avec les responsables de l’organisation et en les accusant de mauvaise foi et d’incapacité. Selon Tompkins, en effet, ces derniers ne comprirent pas l’importance d’une structure unitaire comme le CLN, pour empêcher la transformation de la Résistance aux nazis-fascistes en une lutte intestine entre les antifascistes eux-mêmes; cette intuition se révéla non sans fondement et sera payée par l’agent après le conflit, au moment de la transformation de l’OSS en CIA, quand on essaya de lui refuser les remerciements qu’il méritait pour son action d’infiltration et de sabotage. Tompkins a confirmé cette opinion lors d’un colloque à Venise, accusant l’OSS d’avoir combattu d’un côté le régime nazi-fasciste de l’autre, sauvé les fascistes de la XVème flottille MAS sous les ordres de Junio Valerio Borghese et le commandant des SS Karl Wolff, ainsi que d’autres nazis. Tompkins lui-même était convaincu qu’il y avait des infiltrations fascistes à l’intérieur de l’OSS.
Lors d’une de ses dernières apparitions publiques à l’occasion des célébrations pour la libération de Rome (4 juin 2006), l’écrivain et agent américain a tenu à préciser que la mission de l’OSS, qu’il commandait pendant l’occupation nazifasciste de la ville éternelle, n’aurait pas été possible sans la collaboration de femmes et d’hommes de la Résistance italienne.

### Peter Tompkins historien du fascisme
Tompkins put visionner une copie microfilmée des archives secrètes de Mussolini, existant dans les « National Archives » de Washington, ainsi que d’autres documents secrets. L’examen de cette documentation le conduisit à soutenir certaines thèses originales, mais pas totalement dénuées de fondement historique, qu’il représenta dans le volume "Dalle carte segrete del Duce", (2001). En particulier : 
- Tompkins souligne le soutien fondamental fourni par la franc-maçonnerie, et en particulier par la communion maçonnique de Piazza del Gesù à la prise de pouvoir par Mussolini. L’écrivain américain remarque en effet que la salle de conférence de la place Saint-Sépulcre à Milan, où le 23 mars 1919 furent fondés les Faisceaux de Combat, avait été mise à la disposition de Mussolini par le franc-maçon juif Cesare Goldmann. En outre, le quotidien Il Popolo d’Italia fut ouvert grâce aux financements acquis par le porteur franc-maçon Filippo Naldi. Tous les quatre "quadrumviri" de la Marche sur Rome (Italo Balbo, Michele Bianchi, Cesare Maria De Vecchi et Emilio De Bono) appartenaient à la communion maçonnique de Piazza del Gesù ; à la même communion appartenaient également d’autres hiérarchies importantes des hiérarchies telles que Roberto Farinacci, Cesare Rossi, Giacomo Acerbo et Giovanni Marinelli. Tompkins a également constaté que 72 heures avant la Marche sur Rome, à la Gare Termini, Mussolini a rencontré Raoul Palermi, grand maître de la franc-maçonnerie de la Place du Jésus, qui se serait mis à la pleine disposition du futur chef du gouvernement, s’engageant à influencer Victor-Emmanuel III lui-même, que Tompkins définit comme "franc-maçon secret de la loge de la Place du Jésus". 
- Tompkins adhère à la thèse de Mauro Canali, selon laquelle Giacomo Matteotti aurait été assassiné, en plus de la dénonciation incisive des irrégularités et des violences commises par les fascistes lors des élections législatives de 1924, notamment parce qu’en possession de documents certifiés les pots-de-vin versés de la Compagnie pétrolière Sinclair Oil Company aux ministres Gabriello Carnazza et Orso Maria Corbino, tous deux francs-maçons de la Piazza del Gesù et à Benito Mussolini lui-même. Le meurtre fut exécuté par une bande secrète ("Ceka"), créée spécialement par Mussolini lui-même pour "punir" les opposants au fascisme et à ses dépendances directes; la mission fut confiée à Amerigo Dumini et à d’autres "très fidèles", par l’intermédiaire du chef de la police Emilio De Bono. Dumini rédigea ensuite une mémoire en plusieurs exemplaires et mit sous chantage Mussolini qui, au moins jusqu’en 1942, lui verserait des sommes de plusieurs millions de lires. Le crime aurait eu le soutien tacite de Victor-Emmanuel III, également impliqué dans le cas de Sinclair, en tant qu’actionnaire; pour cette raison le roi se serait refusé de remplacer le chef du gouvernement, en dépit des preuves fournies par Ivanoe Bonomi de l’implication directe de Mussolini dans le crime. 
- En ce qui concerne les événements du 25 juillet 1943, relatifs à la mise en minorité de Mussolini dans le Grand Conseil du fascisme et son arrestation ultérieure, le lien "maçonnique" qui liait encore douze des dix-neuf conseillers opposés à Mussolini - selon Tompkins - aurait été déterminant : ce n’est pas un hasard si l’affaire s’est conclue par l’attribution de la charge de Chef du gouvernement au "franc-maçon non déclaré" Pietro Badoglio, par le "franc-maçon secret" Victor-Emmanuel III.
- En ce qui concerne l’assassinat de Mussolini, Tompkins atteste au moins deux contacts produits à la frontière suisse entre le duce et des émissaires britanniques, vers 1944-45; ni doute de l’existence d’une Correspondance Churchill-Mussolini que le chef du fascisme aurait eue avec lui au moment de sa capture, le 27 avril 1945. 
À la lumière de cela, Tompkins estime certain qu’un Mussolini vivant (et une Clara Petacci vivante, cette dernière étant au courant de tout) et la correspondance dans des mains non britanniques, auraient été, pour le Premier ministre britannique, un danger à éviter absolument. En conséquence Tompkins épouse la thèse de la dite "Piste anglaise" sur la mort de Mussolini et de Claretta Petacci, c’est-à-dire leur exécution par un "commando" dirigé par un agent secret britannique. La "version officielle" du tir des deux effectué par les partisans - selon Tompkins - aurait été orchestrée par le représentant communiste Luigi Longo, arrivé sur place immédiatement après le double assassinat, qui aurait également lié au secret pendant cinquante ans toutes les personnes présentes sur place. Dans l’immédiat après-guerre, Churchill et les services secrets britanniques se seraient efforcés de récupérer toutes les copies de la correspondance citée.

## Publications
- (en) Peter Tompkins et Christopher Bird, The Secret Life of Plants, Harper & Row, mars 1989 (ISBN 0060915870)
- (en) Peter Tompkins, Secrets of the Great Pyramid, Harper & Row, janvier 1971 (ISBN 0060143274)
- (en) Peter Tompkins, A Spy in Rome, Simon & Schuster, janvier 1962